# KDDIネットワーク&ソリューションズ
株式会社KDDIネットワーク&ソリューションズ（ケイディディアイネットワークアンドソリューションズ）は、かつて存在したKDDIグループのネットワークインテグレーターである。
2004年11月1日に発足し、2008年6月30日、KDDI株式会社による吸収合併により解散した。

## 概要
2007年11月、KDDI株式会社の中小法人向け固定通信事業部門と子会社である株式会社ケイ・ソリューションズ、株式会社KCOM、株式会社オーエスアイ・プラス、株式会社KDDIエムサットの4社が合併し、発足した。
2005年6月、2000年3月よりサービス停止していたKDDI子会社の日本イリジウムの衛星携帯電話事業を引き継ぎ、「イリジウム」サービスの提供を行い、その後、2007年10月から衛星携帯電話専業会社に移行した。
2008年6月、KDDI株式会社による吸収合併により会社を解散、衛星携帯電話事業はKDDI株式会社MSATビジネス営業部に事業が引き継がれた。

## 沿革
- 2004年8月16日 - KDDI株式会社が子会社の株式会社Kソリューション、株式会社KCOM、株式会社オーエスアイ・プラス、株式会社KDDIエムサットの4社を合併させ、新会社を発足させると発表[1]
- 2004年11月1日 - 株式会社Kソリューションが3社を吸収合併し、商号変更して、株式会社KDDIネットワーク&ソリューションズ発足
- 2005年6月1日 - 衛星携帯「イリジウム」サービスを開始[2]
- 2007年12月1日 - KDDI株式会社に対する会社分割を行い、ネットワーク事業、ソリューション事業及びFMC事業の営業部門を移管し、衛星携帯電話専業会社に移行[3]
- 2008年4月24日 - KDDI株式会社が、株式会社KDDIネットワーク&ソリューションズの吸収合併を発表[4]。
- 2008年6月30日 - KDDI株式会社による吸収合併により、会社を解散。

### 歴代の代表取締役社長
- 桑山晶次（在任期間：2004年11月1日 - 2005年11月30日）
- 崎田裕一（在任期間：2005年12月1日 - 2007年11月30日）
- 石川雄三（在任期間：2007年12月1日 - 2008年6月30日）

## 事業所
- 11支社

| - ネットワークソリューション北海道支社 - ネットワークソリューション東北支社 - ネットワークソリューション北関東支社 - ネットワークソリューション南関東支社 - ネットワークソリューション北陸支社 - ネットワークソリューション中部支社 | - ネットワークソリューション関西支社 - ネットワークソリューション中国支社 - ネットワークソリューション四国支社 - ネットワークソリューション九州支社 - ネットワークソリューション沖縄支社 |

- 39支店

| - ネットワークソリューション旭川支店 - ネットワークソリューション道東支店 - ネットワークソリューション函館支店 - ネットワークソリューション青森支店 - ネットワークソリューション岩手支店 - ネットワークソリューション秋田支店 - ネットワークソリューション山形支店 - ネットワークソリューション福島支店 - ネットワークソリューション栃木支店 - ネットワークソリューション水戸支店 - ネットワークソリューション群馬支店 - ネットワークソリューション新潟支店 - ネットワークソリューション東京中央支店 | - ネットワークソリューション東京東部支店 - ネットワークソリューション東京西部支店 - ネットワークソリューション首都圏支店 - ネットワークソリューション千葉支店 - ネットワークソリューション多摩支店 - ネットワークソリューション厚木支店 - ネットワークソリューション山梨支店 - ネットワークソリューション富山支店 - ネットワークソリューション福井支店 - ネットワークソリューション京都支店 - ネットワークソリューション神戸支店 - ネットワークソリューション姫路支店 - ネットワークソリューション奈良支店 | - ネットワークソリューション和歌山支店 - ネットワークソリューション岡山支店 - ネットワークソリューション福山支店 - ネットワークソリューション山口支店 - ネットワークソリューション山陰支店 - ネットワークソリューション愛媛支店 - ネットワークソリューション高知支店 - ネットワークソリューション北九州支店 - ネットワークソリューション長崎支店 - ネットワークソリューション熊本支店 - ネットワークソリューション鹿児島支店 - ネットワークソリューション大分支店 - ネットワークソリューション宮崎支店 |

## 取扱製品、サービス
- 国内・国際通信サービス、情報通信システムの設計、構築、運用保守
- Monthly McAfee/McAfee Total Protection Service
  - パソコンにインストールするタイプのxSP事業者経由ユーザー向け月額セキュリティサービス
- メールウイルスチェックサービス
  - メールウイルスチェックをサーバ側で行うxSP事業者向けOEMパッケージサービス
- メールウイルスチェックサービス（Virus Free!）
  - メールによるウイルス感染をサーバ側で未然に防ぐ、個人及び法人向けセキュリティサービス
- B'Spec
  - データセンターに設置した専用サーバを自由に設定できるホスティングサービス
- B'Specプラス
  - データセンターへの専用サーバ設置・設定から運用管理までKDDIネットワーク&ソリューションズで行うホスティングサービス
- B'Spec/B'Specプラス Firewall&VPN
  - 専用ホスティングサーバのオプション
- シスコシステムズ、ジュニパーネットワークス、ファンドリーネットワークス（現ブロケード コミュニケーションズ システムズ）等
- 衛星携帯サービス
- イリジウムサービス
- インマルサットサービス